# Fénix

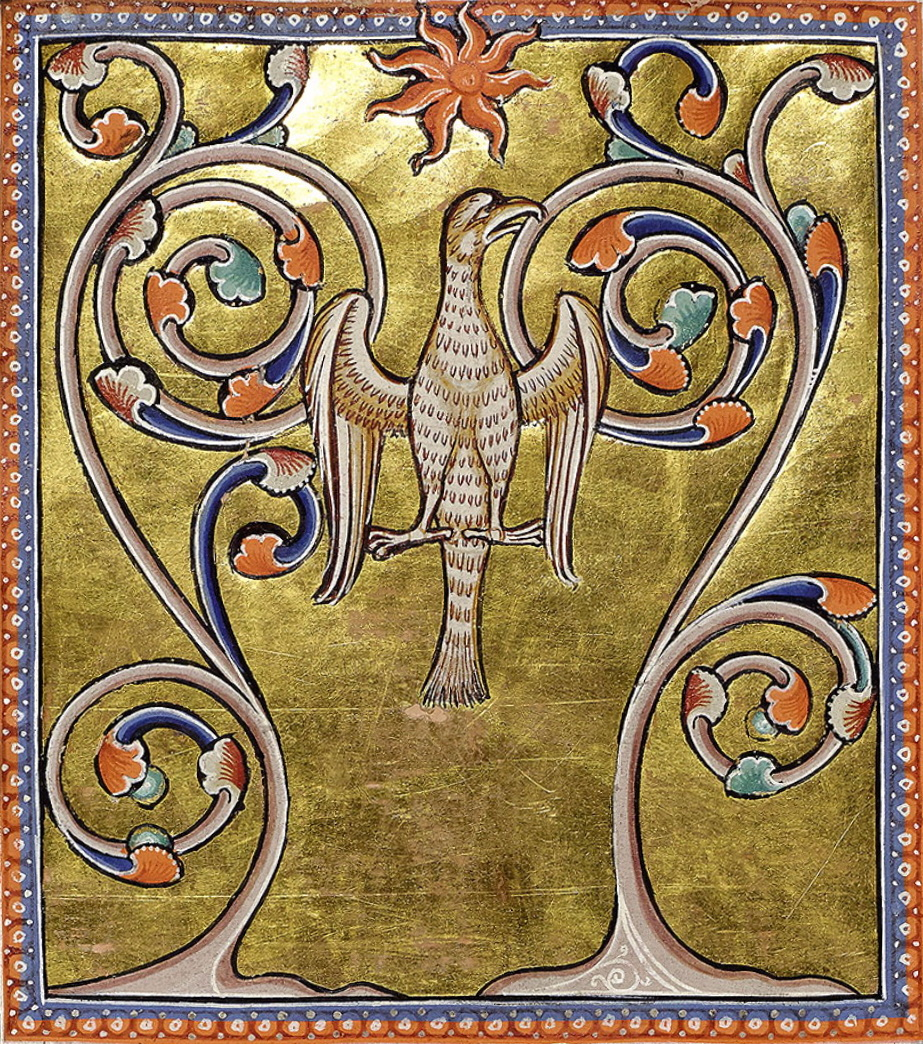
Miniatura del Bestiario de Aberdeen: ave fénix renaciendo de sus cenizas.

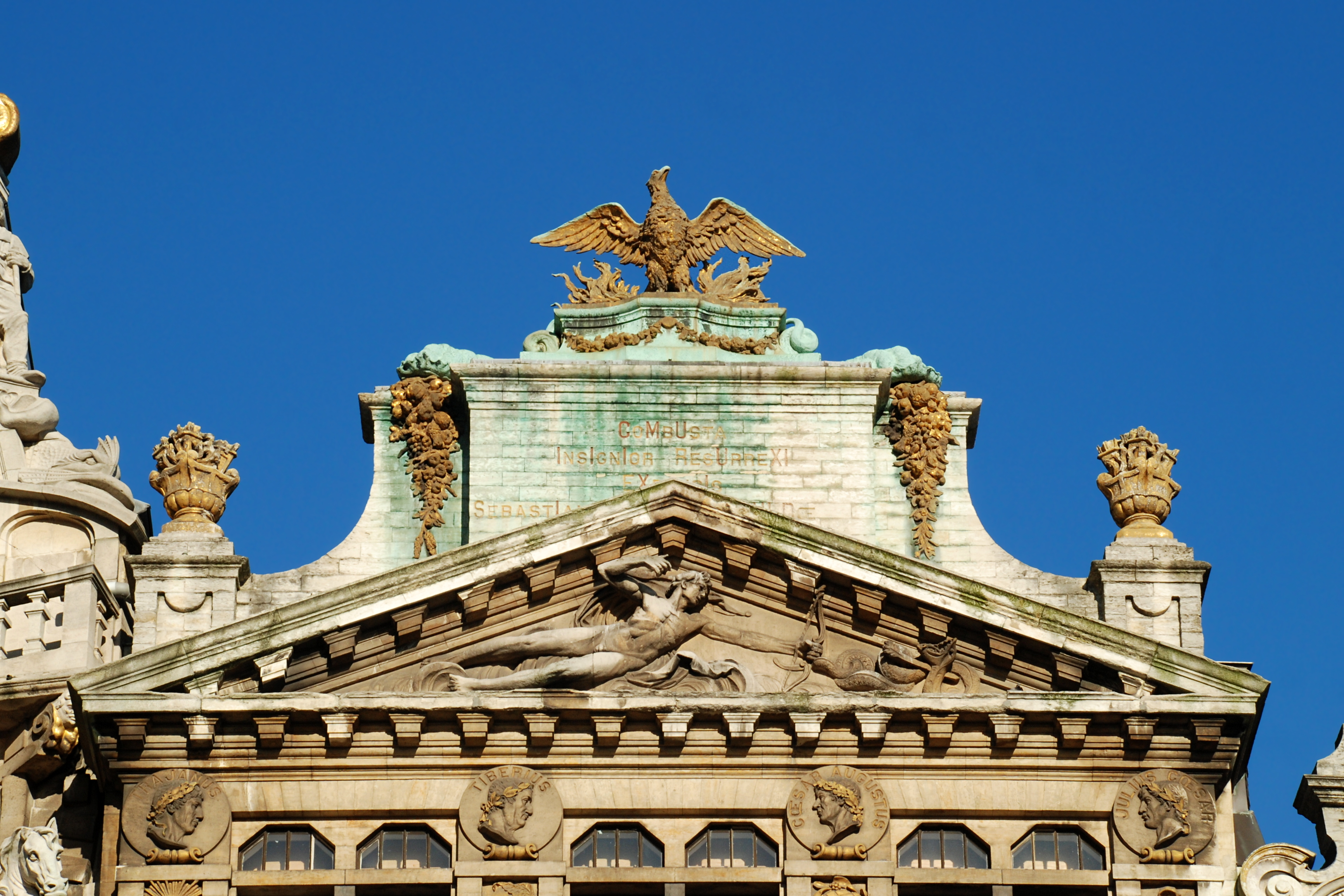
El fénix que supera la Maison de la Louve en Bruselas.

En la mitología griega, el fénix (en griego: φοῖνιξ foínix, latín: phoenix)  es un ave de larga vida que se regenera de las cenizas de su predecesor. Según algunas fuentes, el fénix muere en un espectáculo de llamas y combustión, aunque hay otras fuentes que afirman que el ave legendaria muere y simplemente se descompone antes de nacer de nuevo. Existen diferentes tradiciones con respecto a la vida útil del fénix, pero en la mayoría de estas el fénix vive unos 500 años antes de su renacimiento. Heródoto, Lucano, Plinio el Viejo, papa Clemente I, Lactancio, Ovidio, e Isidoro de Sevilla están entre los que han contribuido al recuento y transmisión del tema del Ave Fénix.
En la antigua Grecia y Roma, el fénix se asoció con Fenicia, (moderno Líbano), una civilización famosa por su producción de tinte púrpura a partir de conchas y por su comercio marítimo a grandes distancias a través del mediterráneo.
En el registro histórico, el fénix «podría simbolizar la renovación en general, así como el sol, el tiempo, el Imperio, metempsicosis, consagración, resurrección, la vida en el Paraíso, Cristo,  María, virginidad celestial, el hombre excepcional y ciertos aspectos de la vida cristiana».

## Presencia en las religiones
El tema del ave fénix alimentó varias doctrinas y concepciones religiosas de supervivencia en el Más allá, pues el fénix se desvanece para renacer con toda su gloria. Según la religión del Antiguo Egipto, poseía varios dones extraños, como la virtud de que sus lágrimas fueran curativas, una fuerza sobrenatural, control sobre el fuego y gran resistencia física. En el Antiguo Egipto se le denominaba Bennu y fue asociado a las crecidas del Nilo, a la resurrección, y al Sol.  El fénix ha sido un símbolo del cuerpo físico y espiritual, del poder del fuego, de la purificación, y de la inmortalidad. Para Heródoto, Plinio el Viejo y Epifanio de Salamina, esta sagrada ave viajaba a Egipto cada quinientos años, y aparecía en la ciudad de Heliópolis, llevando sobre sus hombros el cadáver de su padre, a donde este iba a morir, para depositarlo en la puerta del templo del Sol.
Probablemente la leyenda del fénix pasó de la tradición egipcia a la grecorromana a través del historiador Heródoto (484-425 a. C.), quien cuenta en sus historias que viajó a Egipto y también conoció a los sacerdotes egipcios de Heliópolise

Otra ave sagrada hay allí que sólo he visto en pintura, cuyo nombre es el de fénix. Raras son, en efecto, las veces que se deja ver, y tan de tarde en tarde, que según los de Heliópolis sólo viene al Egipto cada quinientos años a saber cuándo fallece su padre. Si en su tamaño y conformación es tal como la describen, su mote y figura son muy parecidas a las del águila, y sus plumas en parte doradas, en parte de color de carmesí. Tales son los prodigios que de ella nos cuentan, que aunque para mi poco dignos de fe, no omitiré el referirlos. 
Para trasladar el cadáver de su padre desde la Arabia al templo del Sol, se vale de la siguiente maniobra: forma ante todo un huevo sólido de mirra, tan grande cuanto sus fuerzas alcancen para llevarlo, probando su peso después de formado para experimentar si es con ellas compatible; va después vaciándolo hasta abrir un hueco donde pueda encerrar el cadáver de su padre; el cual ajusta con otra porción de mirra y atesta de ella la concavidad, hasta que el peso del huevo preñado con el cadáver iguale al que cuando sólido tenía; cierra después la abertura, carga con su huevo, y lo lleva al templo del Sol en Egipto. He aquí, sea lo que fuere, lo que de aquel pájaro refieren.
Heródoto.

En adelante, el mito aparece en obras de autores clásicos diversos: el naturalista Plinio el Viejo (Naturalis Historia, Libro X, Cap. II), el escritor Luciano, el retórico Séneca, el historiador Tácito y los poetas Ovidio y Claudio Claudiano, o cristianos como el papa Clemente de Roma, Epifanio de Salamina o San Ambrosio.

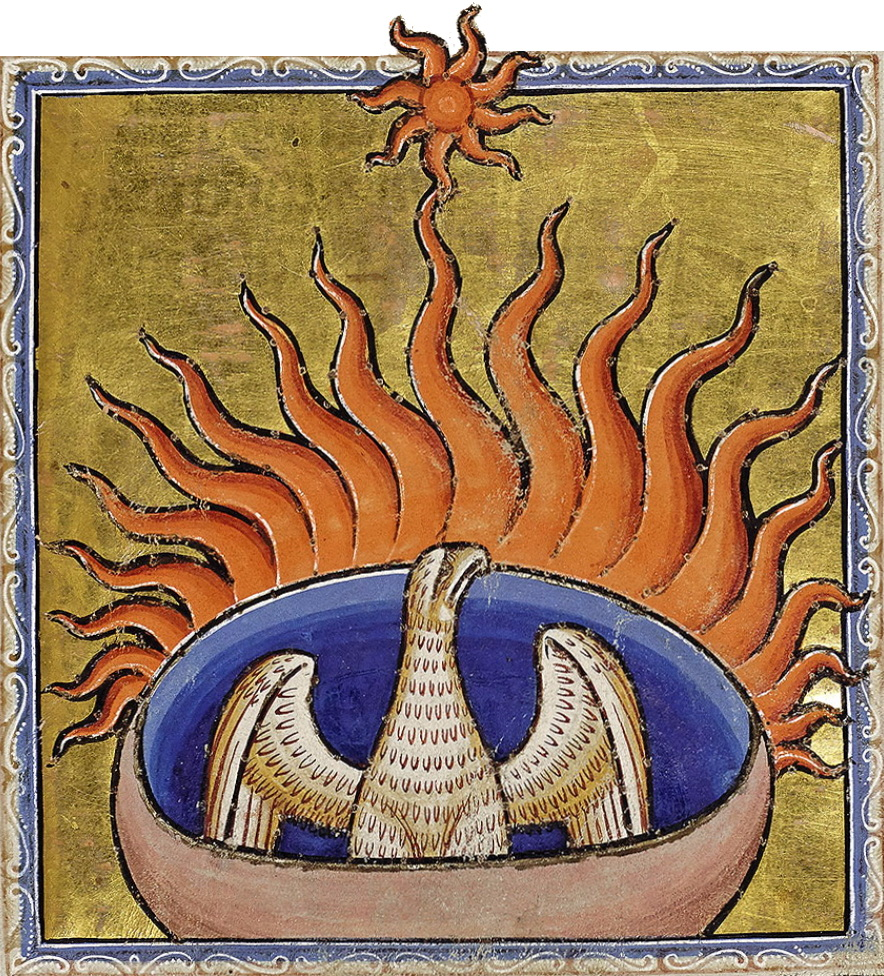
Miniatura del ave fénix, en el Bestiario de Aberdeen

El cristianismo también adoptó el fénix como símbolo de muerte y metáfora de la resurrección de Cristo, de hecho la imagen de él se podía encontrar en las primeras lápidas cristianas. Según el Génesis del Antiguo Testamento [cita requerida], el ave fénix vivía en el paraíso del Jardín del Edén, y anidaba en un rosal. Cuando Adán y Eva fueron expulsados, de la espada del ángel que los desterró surgió una chispa que prendió el nido del fénix, haciendo que ardieran este y su inquilino. Por ser la única bestia que se había negado a probar la fruta del paraíso, se le concedieron varios dones, como el poder del fuego y la luz, siendo el más destacado la inmortalidad a través de la capacidad de renacer de sus cenizas. Cuando le llegaba la hora de morir, hacía un nido de especias y hierbas aromáticas, ponía un único huevo, que empollaba durante tres días, y al tercer día ardía. El fénix se quemaba por completo y, al reducirse a cenizas, resurgía del huevo el mismo ave fénix, siempre único y eterno; esto ocurría cada quinientos años.

Hay un ave, llamada fénix. Esta es la única de su especie, vive quinientos años; y cuando ha alcanzado la hora de su disolución y ha de morir, se hace un féretro de incienso y mirra y otras especias, en el cual entra en la plenitud de su tiempo, y muere. Pero cuando la carne se descompone, es engendrada cierta larva, que se nutre de la humedad de la criatura muerta y le salen alas. Entonces, cuando ha crecido bastante, esta larva toma consigo el féretro en que se hallan los huesos de su progenitor, y los lleva desde el país de Arabia al de Egipto, a un lugar llamado la Ciudad del Sol; y en pleno día, y a la vista de todos, volando hasta el altar del Sol, los deposita allí; y una vez hecho esto, emprende el regreso. Entonces los sacerdotes examinan los registros de los tiempos, y encuentran que ha venido cuando se han cumplido los quinientos años.
Clemente de Roma. Epístola a los Corintios (XXV).

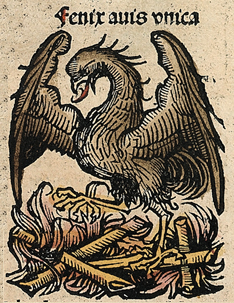
El ave fénix, en Las Crónicas de Nuremberg.

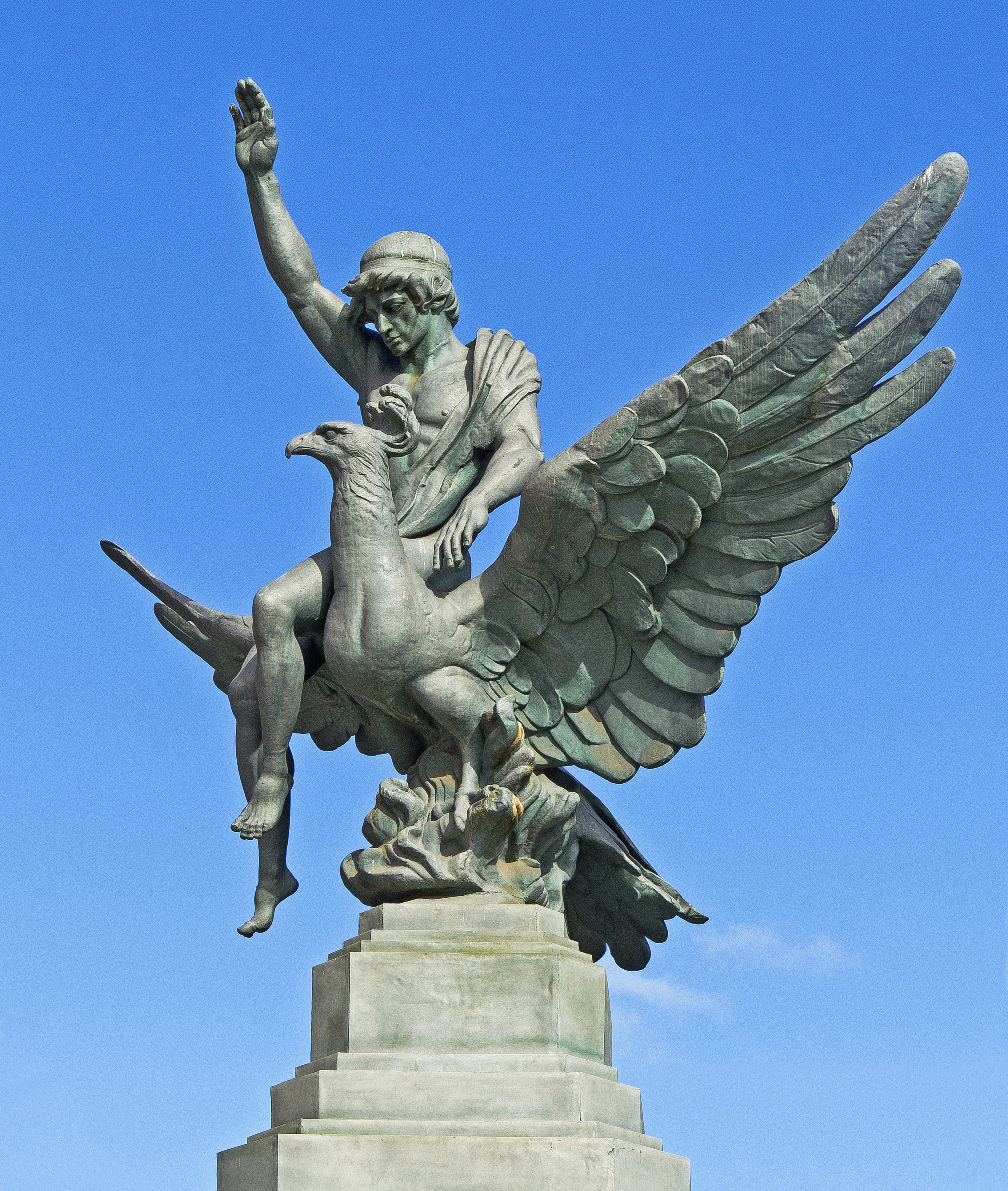
Estatua de la Unión y el Fénix, en Santa Cruz de Tenerife (España).

Para San Ambrosio, el ave fénix muere consumida por el Sol, convertida en cenizas de las que renace, después de arder su cuerpo, como un pequeño animal sin miembros, un gusano muy blanco que crece y se aloja dentro de un huevo redondo, como si fuera una oruga que se vuelve mariposa, hasta que dejando de ser implume se transforma en un águila celeste que surca el firmamento estrellado.
Durante el reinado del emperador Claudio, un supuesto fénix fue capturado en Egipto y trasladado a Roma, donde este mandó exponerlo. Nadie se lo tomó en serio. Henryk Sienkiewicz, en boca de Petronio durante el imperio de Nerón, menciona que "se me ha asegurado que en el alto Egipto ha aparecido una de estas aves, cosa que no ocurre sino una vez cada quinientos años." 
Claudio Claudiano (siglo IV), considerado el último de los grandes poetas romanos, comentaba:

El fénix es un ave igual a los dioses celestes, que compite con las estrellas en su forma de vida y en la duración de su existencia, y vence el curso del tiempo con el renacer de sus miembros. No calma su hambre comiendo ni apaga su sed con fuente alguna.
Claudio Claudiano

En la religión tradicional china el Fenghuang, aunque no tiene similitudes con el fénix, ha sido denominado el «fénix chino» por algunos occidentales, siendo una criatura con cuello de serpiente, cuerpo de pez y la parte trasera de tortuga. Simboliza la unión del yin y el yang.

## Bestiarios
Los bestiarios son colecciones de fábulas sobre animales, en especial de la literatura medieval. Existen diversos bestiarios que recogen el Fénix entre sus páginas. 
- En las Etimologías de San Isidoro de Sevilla (José Oroz Reta, Manuel-A. Marcos Casquero, Manuel C. Días y Díaz, 2004, 953-955) se describe al fénix como un pájaro procedente de Arabia que cada quinientos años forma una pira (entendida como féretro y nido a la vez) con diversas ramas aromáticas y provoca un fuego con el batir de sus alas para finalmente renacer de entre sus cenizas. Asimismo, característico de este libro, el autor establece el origen de esta palabra en la raíz latina de la palabra fenicio (phoeniceus), que a su vez sabemos que deriva del griego Φοίνιξ, que significa lo mismo. Sin embargo, en griego esta palabra también designa el nombre de un color púrpura muy especial, uno que era exclusivo de fenicia. Así, vemos cómo enlaza realmente la palabra fénix en todo esto, pues se decía que esta ave mitológica tenía ese color tan característico en sus plumas.[12]
- En el Bestiario de Aberdeen, similar a las Etimologías de San Isidoro, se declara que el fénix es un pájaro procedente de Arabia que cada quinientos años forma una pira con diversas ramas aromáticas y provoca un fuego con el batir de sus alas, por lo que se consume en su propio fuego y surge entre sus cenizas un gusano que irá creciendo en tamaño hasta recuperar la forma que tenía antes.[13]
- En el bestiario De Propietatibus rerum se nos cuenta del fénix algo similar a los anteriores bestiarios: procede de Arabia, es único, no existen más ejemplares, y añade que todo el mundo se quedaba maravillado cuando le veían meterse en la pira funeraria. Esto último lo describe con sumo detalle, contando como el ave decide por propia voluntad meterse en el nido ardiente y como el gusano que sale de las cenizas adquiere de nuevo el vigor que tenía. Además, afirma que Uzías, rey-sacerdote de Judá, hizo construir en Heliópolis (que en griego significa ciudad del sol) un templo a semejanza del fénix. En él encendió un fuego con ramas aromáticas y delante de todos descendió un ave fénix y ardió en el fuego del sacerdote. Este recogió las cenizas y, al tercer día el ave renació de ellas.[14]